# Aeroportul San Miguel
Aeroportul San Miguel (IATA: NMG) este un aeroport din Isla del Rey⁠(d), Provincia Panamá, Panama ce deservește zona San Miguel⁠(d). A fost numit după zona deservită.
Situat la o altitudine de 43 m, aeroportul dispune de o singură pistă.